# کردهای جمهوری آذربایجان
کردهای جمهوری آذربایجان (به کردی: Kurdên Azirbaycanê) به ساکنان کُردتبار جمهوری آذربایجان (شوروی سابق) گفته می‌شود.
بخش عمده کردهای آذربایجان در سده‌های ۱۹ و ۲۰ میلادی وارد این سرزمین شدند. بیشتر آنها در جنگ بین روس‌ها و ترکان عثمانی، آوارگانی بودند که به خاطر نزدیکی دینی با آذربایجانی‌ها در خاک آذربایجان سکنی گزیدند.
کردها یکی از ملت‌هایی جمهوری آذربایجان هستند که زیرفشار سخت آسیمیله، شمار آن‌ها در جمهوری آذربایجان کاهش یافته است؛ به گونه‌ای که اگر یک فرد کرد به جای این که خود را یک آذربایجانی معرفی کند، بر هویت ملی خویش پافشاری می‌کرد، قادر به پیداکردن شغل نبود.
کردهای جمهوری آذربایجان بیشتر در منطقه ناگورنو قره‌باغ (در اطراف شهرهای کلبجر و لاچین) در مرکز کشور (شهرهای هاک و زنگلان و زردآوا و در جمهوری نخجوان (اطراف شهرهای سده رک و تیواز) زندگی می‌کنند. بعد از وقوع جنگ قره‌باغ، کردها نیز مانند آذربایجانی‌ها این منطقه را ترک نمودند و به سایر مناطق آذربایجان کوچ کردند.
کرنل در رابطه با جمعیت کردها می‌گوید: «آمار کردها بسیار است، برخی آن را حدود ده درصد از جمعیت کشور برشمرده‌اند». برخی از منابع کرد به وجود ۲۰۰٬۰۰۰ نفر کرد در جمهوری آذربایجان اشاره می‌کنند؛ اما در آمار رسمی گفته شده که تنها ۱۲٬۰۰۰ نفر کرد در این کشور زندگی می‌کنند؛ دلیل این امر آن است که پس از سال ۱۹۳۰ به تدریج منابع دولتی قومیت اکثر کردها را از روی عمد آذربایجانی عنوان کرده‌اند.
کردهای ساکن در اطراف منطقه قره باغ از سال ۱۹۲۳ تا ۱۹۲۹ میلادی، این منطقه را تحت عنوان استان خودمختار کرد (کردستان سرخ) اعلام کردند که این منطقه در نتیجه سیاست‌های شوروی کمونیستی به حالت پیشین برگشت.

## جمعیت‌شناسی
| ۱۹۲۶   | ۱۹۳۹  | ۱۹۵۹  | ۱۹۷۰  | ۱۹۷۹  | ۱۹۸۹   | ۱۹۹۹   | ۲۰۰۹  |
| ------ | ----- | ----- | ----- | ----- | ------ | ------ | ----- |
| ۴۱٬۱۹۳ | ۶٬۰۰۵ | ۱٬۴۸۷ | ۵٬۴۸۸ | ۵٬۶۷۶ | ۱۲٬۲۲۶ | ۱۳٬۱۰۰ | ۶٬۱۰۰ |

## زبان
کردهای ساکن در جمهوری آذربایجان مانند کردهای سایر بخش‌های شوروی سابق (گرجستان، ارمنستان و جمهوری آسیای مرکزی) به گویش کردی کرمانجی سخن می‌گویند.

## نگارخانه

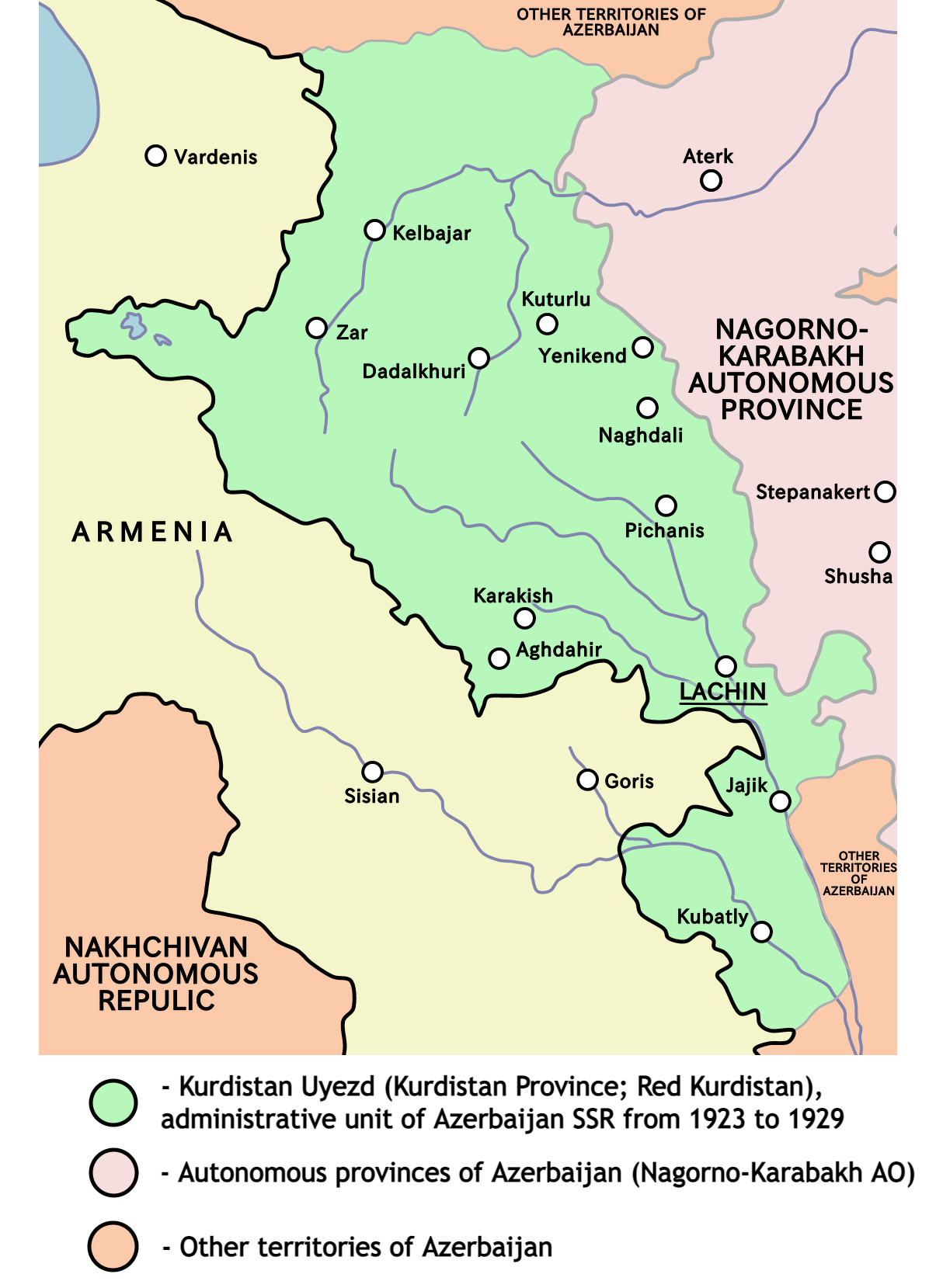
نقشهٔ کردستان سرخ در پیرامون ۱۹۳۰ میلادی
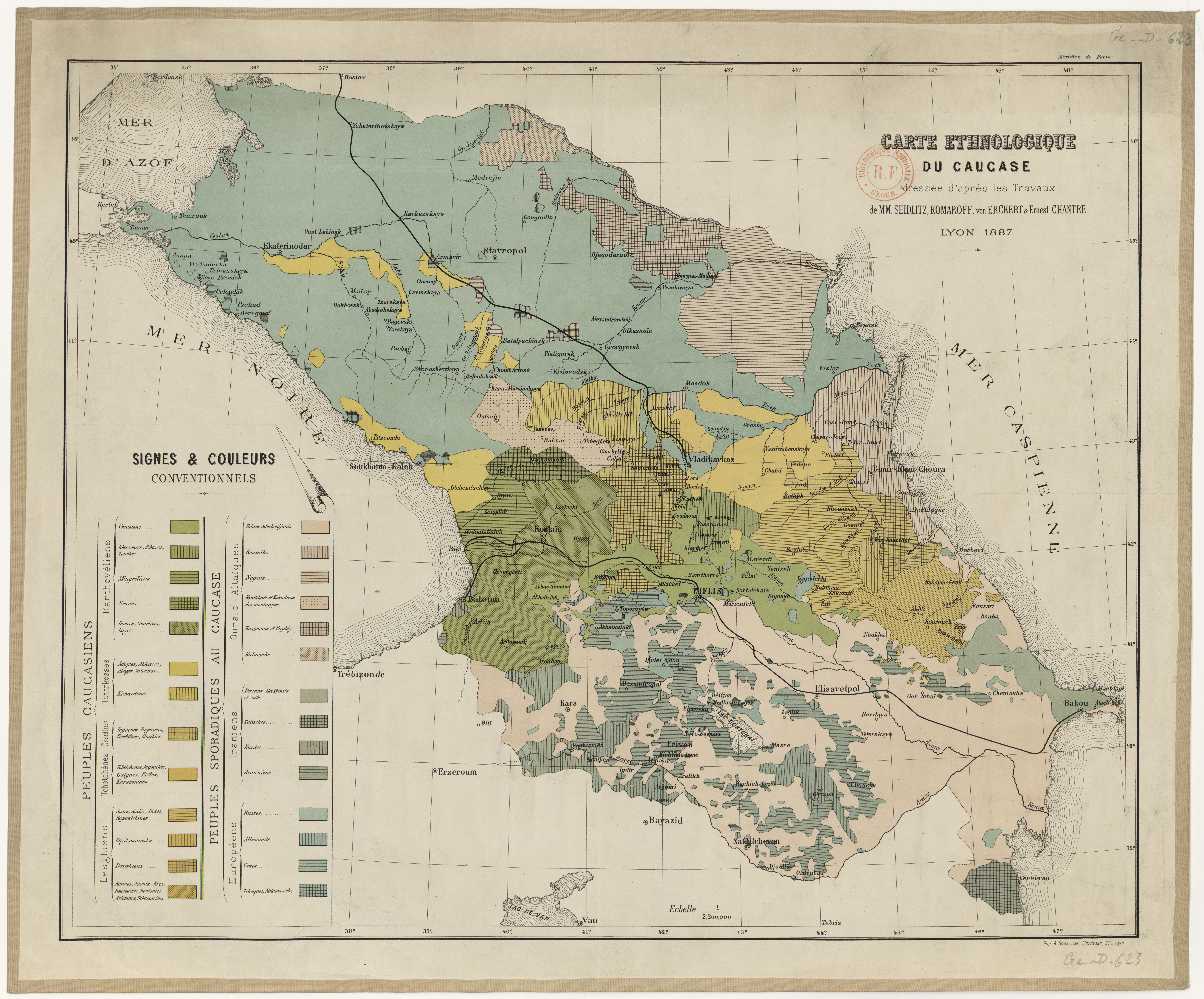
تقشه قدیمی از بافت جمعیتی قفقاز

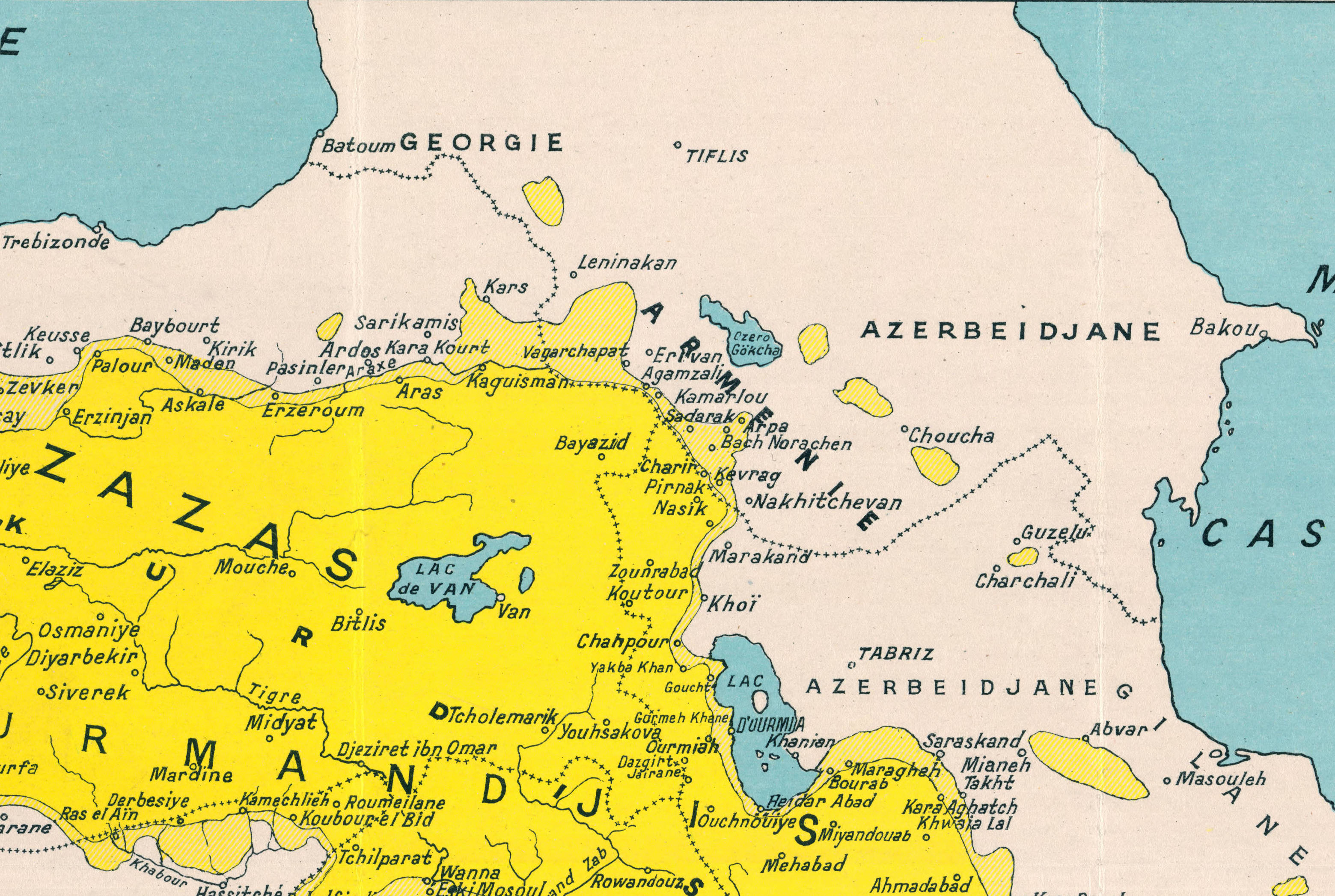
کردهای ارمنستان و جمهوری آذربایجان در سال ۱۹۴۶ میلادی، به رنگ زرد.